# Parabolična solarna elektrarna
Parabolična solarna elektrarna je tip sončne elektrarne, ki uporablja sprejemnike, ki so ravni v eno dimenzijo in parabolični v drugo. Zgrajeni so poliranega materiala z visoko odsevnostjo in se premikajo v eni smeri (osi). Parabolična oblika koncentrira sončne žarke na cev v sredini po kateri teče delovni (prenosni) medij. Toploto se lahko uporablja v več namenov, največkrat za generiranje električne energije. Pri slednjem primeru delovni medij greje paro, ki žene parno turbino. Če imamo velik hranilnik lahko generiramo toploto, ko Sonce ne sije ali pa je oblačno. Snov v hranilniku je po navadi pri visoki temperaturi shranjeni natrijev ali kalijev nitrat, ki ima visoko specifično toploto in je v tekoči obliki.